# Busan Open Challenger 2022
Il Busan Open Challenger 2022 è stato un torneo maschile tennis professionistico. È stata la 18ª edizione del torneo, facente parte della categoria Challenger 125 nell'ambito dell'ATP Challenger Tour 2022, con un montepremi di 159 360 $. Si è svolto dal 17 al 23 ottobre 2022 sui campi in cemento del Spo 1 Park di Busan, in Corea del Sud.

## Partecipanti

### Teste di serie
| Nazionalità   | Giocatore             | Ranking* | Testa di serie |
| ------------- | --------------------- | -------- | -------------- |
| Corea del Sud | Kwon Soon-woo         | 86       | 1              |
| Moldavia      | Radu Albot            | 87       | 2              |
| Taipei cinese | Tseng Chun-hsin       | 88       | 3              |
| Ecuador       | Emilio Gómez          | 98       | 4              |
| Australia     | Christopher O'Connell | 109      | 5              |
| Polonia       | Kamil Majchrzak       | 111      | 6              |
| Australia     | James Duckworth       | 114      | 7              |
| Australia     | John Millman          | 127      | 8              |
| Stati Uniti   | Christopher Eubanks   | 129      | 9              |

* Ranking al 10 ottobre 2022.

### Altri partecipanti
I seguenti giocatori hanno ricevuto una wild card per il tabellone principale:
- Chung Yun-seong
- Kwon Soon-woo
- Nam Ji-sung

Il seguente giocatore è entrato in tabellone con il ranking protetto:
- Marc Polmans

I seguenti giocatori sono passati dalle qualificazioni:
- Max Purcell
- Joris De Loore
- Maximilian Neuchrist
- Keegan Smith
- Sasi Kumar Mukund
- Shintaro Mochizuki

I seguenti giocatori sono entrati in tabellone come lucky loser:
- Marek Gengel
- Hong Seong-chan
- Naoki Nakagawa

## Campioni

### Singolare
Kamil Majchrzak ha sconfitto in finale  Radu Albot con il punteggio di 6–4, 3–6, 6–2.

### Doppio
Marc Polmans /  Max Purcell hanno sconfitto in finale  Nam Ji-sung /  Song Min-kyu con il punteggio di 6(5)–7, 6–2, [12–10].